# 1969 у відеоіграх

## Події
- Джеремі Бен написав гру «Космічна подорож», для використання її на Multics operating system. В цій гру гравець міг подорожувати сонячною системою і приземлити свій космічний корабель на деякі космічні тіла.
- З'являється одна із перших ігор стратегії — Hamurabi.